# Borgarfjörður (westisländischer Fjord)
Der Borgarfjörður ist ein Fjord im Westen von Island.
Der Fjord war immer wegen seiner Strömungen und Untiefen ein eher gefürchtetes Gewässer, in welchem zahlreiche, größtenteils unbewohnte Schäreninseln liegen.
Bei Borgarnes verläuft der Hringvegur  über eine 520 m lange Brücke, die das schmale Ende des Fjordes überbrückt.
Das Land am Borgarfjörður ist seit der Landnahme besiedelt. So erklärt sich auch, dass die Handlung zahlreicher Sagas, wie z. B. die um Egill Skallagrímsson, in dieser Gegend angelegt ist.
Auch wird die Herkunft des Namens in der letzteren Saga erklärt:
Demnach wurde das Land um den Fjord von den Leuten Skallagrímurs, des Vaters von Egill, besiedelt.
Er gründete sein erstes Gehöft nicht weit von Borgarnes und nannte es Borg.
Der Fjord soll danach benannt sein.
Noch heute stehen eine Kirche und ein kleiner Pfarr- und Bauernhof in Borg á Mýrum (siehe Borgarbyggð).
Eine dort aufgestellte abstrakte Skulptur des isländischen Bildhauers Ásmundur Sveinsson stellt eine Szene der Saga dar.

## Siehe auch

Panorama der Halbinsel Álftanes